# Baliukî, Velîka Bahacika
Baliukî (în ucraineană Балюки) este un sat în comuna Iakîmove din raionul Velîka Bahacika, regiunea Poltava, Ucraina.

## Demografie
Componența lingvistică a localității Baliukî
     Ucraineană (99,34%)
     Alte limbi (0,66%)
Conform recensământului din 2001, majoritatea populației localității Baliukî era vorbitoare de ucraineană (99,34%), existând în minoritate și vorbitori de alte limbi.